# Gobio carpathicus
Gobio carpathicus és una espècie de peix cipriniforme de la família dels ciprínids.